# جورج ريتشاردسون (لاعب هوكي جليد)
جورج ريتشاردسون هو لاعب هوكي جليد كندي، ولد في 14 سبتمبر 1886 في كينغستون في كندا، وتوفي في 10 فبراير 1916 في Wulverghem ‏ في بلجيكا.